# Transoxiana
La Transoxiana (literalment ‘més enllà de l'Oxus’) és una denominació històrica per a l'àrea geogràfica delimitada pels rius Amudarià (antigament Oxus) i Sirdarià, que incloïa la Sogdiana i part de la Bactriana, i que correspon bàsicament a l'Uzbekistan actual.

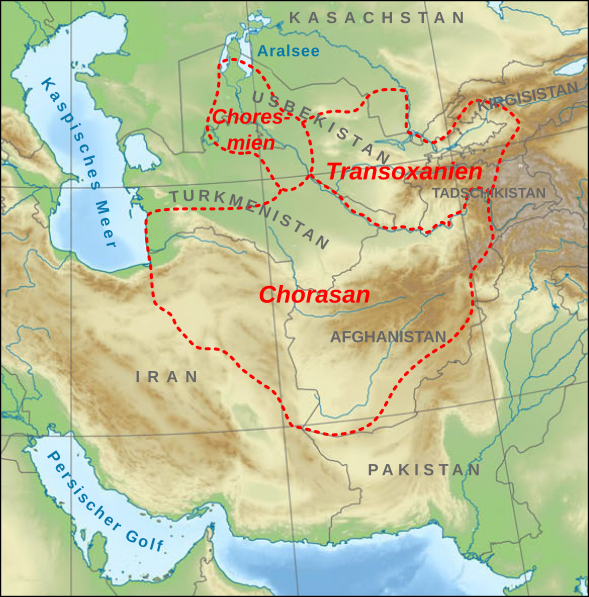
Ubicació de Transoxiana.

En àrab era coneguda com Ma warà an-Nahr (àrab: ما وراء النهر, Mā warāʾ an-Nahr, ‘el Que hi ha darrera el riu [Jayhun]’) i en persa com Farā-rūd (persa: فرارود, Farā-rūd, ‘darrera el riu [Amu]’), igual que en tadjik: Faro-rüd (tadjik: Фарорӯд) i Varaz-rüd (tadjik: Варазрӯд), mentre que en xinès se l'anomenava Hezhong (xinès: 河中地区). Per oposició, els àrabs anomenaren els territoris abans de l'Oxus com Ma dun an-Nahr ‘el Que hi ha davant del riu [Jayhun]’. El terme àrab va passar al persa en l'ús literari fins al període post-mongol. Els antics iranians l'anomenaven Turan, un terme emprat al poema èpic persa Xahnamé, i els romans Transoxiana (‘[País] més enllà de l'Oxus’).

## Transoxiana preislàmica
La Transoxiana preislàmica estava formada principalment per la Sogdiana (àrab Sughd) amb la conca del Zarafxà i fins al Sirdarià i Coràsmia i a l'est fins a la regió de Ferganà i darrere les muntanyes Tien Chan. Es parlaven llengües iranianes com el corasmi i el sogdià escrits en alfabet derivat de l'arameu, el bactrià (a Tukharistan, Caghaniyan, Khuttal i Wakhsh) escrit en alfabet grec (amb modificacions) i els khotanès i tocari a la conca del Tarim, escrits en alfabets propis. El sogdià es va mantenir a les ciutats uns dos segles després de la conquesta musulmana i fou substituït pel persa dari, tot i que a les zones rurals va subsistir més temps. La religió dominant era el budisme que seguien els heftalites, i el centre del budisme era Balkh. Hiuen Tsang va estar a Samarcanda el 630 i va veure zoroastrians arreu mentre els monestir budistes estaven buits. La presència cristiana era forta: hi havia un bisbe a Merv des del 334 i segurament una altra a Samarcanda; hi estaven representats nestorians, jacobites i melquites. El maniqueisme estava força estès i especialment entre els uigurs al Turquestan oriental. També hi havia mazdaqueus per la regió i la rebel·lió del final del segle viii d'al-Mukanna es pensa que tenia suport mazdaqueu (també podria ser maniqueu) i van tenir adeptes molt de temps a Kish i Nakhshab. La possessió de la terra estava en mans de dihkans, amb extenses terres i algunes viles; l'aristocràcia de les ciutats negociava amb terres llunyanes fins a Sibèria. Se sap de l'existència de diversos prínceps locals en especial els de la zona de l'Ilak, del Shahs, i de la regió de Ferganà, i els prínceps de Samarcanda o Bukharà, que en realitat eren el més poderosos de la classe dels dihkans que havien agafat títols reials com ikhxid (a Sogdiana i Ferganà), afshin, i altres, i foren els principals opositors a la conquesta musulmana.

## Conquesta musulmana
Sota Abd-Al·lah ibn Àmir, governador del Khorasan (651-655) una expedició dirigida per Abu-Ubayda ibn al-Jarrah va penetrar a la Transoxiana i va arribar fins a Maymurgh, prop de Samarcanda (653/654) però si això realment va passar fou merament una ràtzia, doncs els heftalites encara dominaven al sud del riu i Balkh estava per conquerir (el primer atac es va fer precisament el 653 però no fou ocupada fins deu anys més tard).
La primavera del 674 el general omeia Ubayd-Al·lah ibn Ziyad (673-676) va creuar l'Oxus i va atacar Paykand i va derrotar l'exèrcit del príncep de Bukharà anomenar Bukhar-khuda; el governador Salm ibn Ziyad (680-683) fou el primer que va passar l'hivern a l'altre costat del riu, però les guerres civils del califat van aturar la progressió musulmana en els anys següents. Fins a Qutayba ibn Múslim al-Bahilí) (705-715) no va tornar la penetració. Ja només arribar, Qutayba va fer campanya en suport del príncep de Caghaniyan que havia demanat el seu ajut contra rivals locals. Entre 706 i 709 va conquerir Paykand i Bukharà i va instal·lar a aquesta darrera un príncep local fidel de nom Tugshada. Va rebre també la submissió del príncep Tarkhan de Samarcanda i del seu successor Ghurak i es van construir mesquites en aquestes ciutats. Una guarnició àrab es va establir a Bukharà
El 707 va rebutjar un atac dels Turcs Orientals quan la població de Bukharà va cridar en ajut al kagan (qaghan) el nom del qual fou conegut primer només en la seva forma xinesa de Mo-c'o o Mo-tch'o o Mo-tcho, i després anomenat Baktshor i també Qapagan-qag (693-716). Els habitants de Samarcanda també van cridar als Turcs Orientals que van envair Sogdiana per segona vegada (712) i altre cop foren rebutjats per Qutayba.
Qutayba va fer dues expedicions a Coràsmia, el 712; a la primera el sobirà, Khurrazad, fou derrotat, i el seu germà Askadjamuk que el va succeir, fou mort per Qutayba en la segona expedició, pujant al tron un nou sobirà del qual no s'esmenta el nom. També va fer campanya a la conca del Sirdarià i a Ushrusana i Shash, sense trobar resistència. S'esmenta una incursió d'un dels seus oficials, fins Kashghar, però probablement no va arribar tan lluny.
Durant uns anys els Turcs Orientals i els Turcs Occidentals van tenir conflictes entre ells però des del 716 un kan va arribar al poder entre els Turcs Occidentals anomenat com Su-lu que seria Mogilian Bilghe Khan (716-734), que va restaurar una mica el decadent kanat, i que el 724 va infligir una seriosa derrota al general Said ibn Amr al-Haraixi (que havia envaït Ferganà) en l'anomenada "Diada de la Set" a la vall del Sirdarià, el que va aturar l'expansió àrab durant dues dècades. D'aquest temps es conserven els arxius del príncep Divastič de Pandjkent (al curs superior del riu Zarafshan) trobats a la fortalesa de Mugh (saquejada pels àrabs el 722/723. Els prínceps sogdians aliats al turcs van poder rebutjar als àrabs durant els següents anys i el 728 només dominaven Samarcanda i Dabusiyya.
El 734 va esclatar entre els àrabs la revolta d'al-Harith ibn Suraydj al-Mudjaixi que va durar uns anys; primer va afectar el Tukharistan i després a tota la Transoxiana. El cap rebel es va aliar al kaghan dels Türgesh o Turcs Occidentals que encara era Su-lu. La població local havia estat obligada a convertir-se a l'islam però se li va mantenir el pagament de l'impost i això feia el domini califal impopular. Fins al govern de Nasr ibn Sayyar al-Kinani (738-748) els àrabs no van tornar a l'ofensiva; va acordar a la població un reglament impositiu favorable als convertits i als que havien fet apostasia, i va vèncer a al-Harith ibn Suraydj al-Mudjaixi que va capitular (744); va atacar Ferganà però es va dedicar més a pacificar Sogdiana. El 741 va enviar ambaixadors a la Xina que no hi havien anat des de feia 8 anys.
El 748 Nasr va haver d'abandonar el Khorasan davant l'aixecament abbàssida. Al triomfar aquests Abu-Múslim Abd-ar-Rahman (748-755) va agafar el poder a la província i es van nomenar fidels abbàssides als càrrecs principals a les províncies orientals. La revolució va tenir el suport dels terratinents o dihkans que esperaven que s'aturarien les conversions de sOgdians a l'islam. El 750/751 un aixecament pro alida a la guarnició de Bukharà fou sufocat pel nou governador local abbàssida Ziyad ibn Sàlih al-Khuzaí. El Bukhar-khuda Qutayba, tot i haver restat lleial i cooperat amb els àrabs, fou executat per orde d'Abu-Múslim.
El 748 els xinesos ocupaven Suyab, que havia estat la capital del Turcs Occidentals i el 749 executaven al príncep local de Xaix acusat de deslleialtat. Per la mateixa època diversos prínceps del Tukharistan entre els quals el yabghu, van enviar ambaixadors a la Xina per demanar ajut contra els àrabs. El 750/751 el general coreà Kao-hsien-tchih fou enviat pel governador xinès de Kucha, contra els rebels de la regió de Gilgit al Pamir i després a Ferganà on els xinesos ajudats pels turcs karlucs es van trobar amb un exèrcit àrab manat per Ziyad ibn Sàlih i foren totalment derrotats a la batalla del Talas a Athlakh o Atlakh (751). Els àrabs van fer molts presoners. Això fou el final dels intents xinesos d'expandir-se per Àsia Central,és enllà de les muntanyes Tien Chan.
En els anys següents el prínceps locals de la Transoxiana van demanar desesperadament l'ajut dels xinesos, però la dinastia Tang tenia problemes interns i va respondre evasivament (755 a 763). Els àrabs van poder establir sòlidament el seu poder, ja que els dihkans i altres classes que es podien oposar als àrabs, ara no tenien cap aliat de pes: ni els xinesos ni els turcs, els dos kanats dels quals havien desaparegut, el dels Turcs Oriental el 744 amb la mort d'Ozmich qaghan (xinès Mo-ki-lien). Encara que la població no era favorable als àrabs, el domini d'aquests ja no fou mai més posat en perill seriós.

## Província del Califat
Els primers governadors nomenats per Abu-Múslim aviat van intrigar contra el seu superior, instigats pel califa que sospitava d'aquest al que considerava massa poderós. Abu-Múslim va fer executar a Sibab ibn al-Numan al-Azdi (1752/1753) a Amol, i Ziyad ibn Sàlih al-Khuzaí de Bukharà, que fugia, fou capturat i entregat pel dihkan iranià de Barkath, entre Samarcanda i Uixrusana. Abu-Múslim fou executat el 755 i els seus partidaris el van començar a considerar un personatge quasi diví i messiànic, una mena de mahdí. Els governadors del Khorasan foren canviats molt sovint i el seu principal desig era assegurar-se el màxim de riquesses en el breu temps que havien de governar; alguns van alterar el percentatge de plata a la moneda. El governador de Khorasan Halid al-Djatrif ibn Assab (Khalid Ghitrif ibn Ata 790-791) oncle d'Harun ar-Raixid va emetre moneda una moneda anomenada ghitrifs per substituir l'antiga moneda dels Bukhar-khudes que havia desaparegut quasi del tot.
Del període entre la presa del poder dels abbàssides i l'arribada dels samànides, el que millor se sap són les diverses rebel·lions que hi va haver. Una molt important fou la que va tenir lloc en el govern d'Humayd ibn Qutayba al-Tai (768-776)
dirigida pel mawla kharigita Yússuf al-Barm ath-Thaqafí, centrada a Bukharà i a Badghis i la de Hashim ibn Hakim o Ata (conegut com al-Mukanna, 768-783). En el temps del califa al-Mamun es va revoltar el net del kharigita Yusuf Mansur ibn Abd Allah. La rebel·lio més greu fou evidentment la de Hashim ibn Hakim (conegut com al-Mukanna, 768-783) el profeta velat, als partidaris del qual se'ls anomenava com "els del vestits blancs" (al-mubayyida, ispidh-djamagan). Al-Mukanna era un antic adepte d'Abu-Múslim. La revolta es va iniciar sota el governador Humayd i va seguir sota el seu successor Abu Awn Abd al-Malik ibn Yazid (776-777) i dos successors més (Muad ibn Múslim 777-779, al-Mussayyib ibn Zuhayr ad-Dabbí 779-783) fins al 783. Sogdiana li va donar al rebel un ampli suport, especialment a Kish, a Nakhshab (o Nasaf) i a Bukharà; aquestes doctrines no són conegudes i se'l fa un zoroastrià esdevingut mazdaqueu o neomazdaqueu potser amb element del maniqueisme; es declarava avatar d'Abu-Múslim. La revolta fou reprimida per al-Musayib ibn Zuhayr al-Dabbi i encara el seu successor van combatre els seguidors en zones rurals i no es van extingir fins passats dos segles.
El 806-809 va veure la revolta de Rafi ibn Layth, net de Nasr ibn Sayyar centrada a la Transoxiana però amb partidaris principalment a Caghaniyan i Khuttal i a Coràsmia. Aquesta rebel·lió hauria estat per motius personals i no religiosos o ideològics. Rafi va aconseguir matar el governador de Samarcanda i obtenir el suport del príncep de Shash i dels karluks i els toghuz-oghuz de les estepes, i finalment es va sotmetre a al-Mamun i fou perdonat.
La intervenció dels karluks i altres turcs en favors de rebels o de prínceps locals, es va repetir de tant en tant i en revenja els àrabs enviaven al seu torn expedicions. També es va construir un mur defensiu al tancament meridional del Sirdarià atribuït al governador interí Abd-Al·lah ibn Humayd al-Kàhtaba (776). El califa al-Mahdí (775-786) va rebre la submissió de diversos prínceps entre els quals el ikhxid de Sogdiana, l'afshin d'Ushrusana, el príncep del Regne de Ferganà, el yabghu dels karluks i el kaghan dels toghuz-oghuz, però aquestes submissions no van implicar gaires canvis sobre el terreny. Alguns prínceps van entrar a l'exèrcit califal sota al-Mútassim (833-842) amb Al-Afshin Haydar d'Ushrusana que va tenir un paper destacat a la revolta khurràmida de Babak (841); la dinastia ikhxídida a Egipte va tenir origen a Sogdiana.
El califa al-Mumun, que va governar a Merv, va afavorir els seus partidaris que el van ajudar contra el seu germà al-Amin. El seu general Tahir Abu l-Tayyib Dhu'l-Yaminayn fou governador del Khorasan (821-822) i va obrir l'anomenada dinastia tahírida del Khorasan que va durar fins al 873, amb el seu fill Talha ibn Tahir (822-828), el germà d'aquest Abd Allah Abu l-Abbas ibn Tahir (828-845), el seu fill Tahir ibn Abd Allah (845-862) i el darrer, Muhàmmad at-Tahirí (862-873).
Sota els tahírides es va establir el poder dels samànides a la Transoxiana que va durar del 819 al 1005. El seu ancestre mític portava el títol de Saman-khuda (Sàman-khudà) i era un suposat descendent dels sassànides; no se sap si això és cert però en tot cas eren una família iraniana de dihkans del Tukharistan; un sàman-khudà es va convertir a l'islam vers la primera meitat del segle viii en el govern d'Asad ibn Abd-Allah al-Kasri (724-727). Sota el califa al-Mamun quatre dels seus nets, que li foren lleials, van rebre com a recompensa els governs de Samarcanda, Ferganà, Shash i Herat. Quan el tahírides del Khorasan foren eliminats per Abú Yussuf Yaqub ibn al-Layth al-Saffar (873-879), el califa va confirmar (875) als governadors locals samànides que van esdevenir de fet independents.

## Samànides
Política essencial dels samànides era fer front al perill turc representat pels karluks, els oghuz i els kimaks. El 893 Ismaïl ibn Àhmad (892-907) va fer una expedició contra els karluks i va fer un gran botí a Taraz i al mateix temps va matar el príncep d'Ushrusana, país que fou annexionat, encara que altres principats van subsistir com a vassalls i tributaris. Entre aquests cal destacar els xas de Coràsmia, els safàrides al Sistan, els farigúnides a Guzgan, els Abu Dawúdides a Balkh, i els muhtàdjides a Caghaniyan, entre altres menors. Nombrosos ribats es van establir a la part nord de la Transoxiana per lluitar contra els infidels turcs. A Isfidjab se'n comptaven 1.700, poblats per voluntaris de Nakhshab, Samarcanda i Bukharà. Molts turc van abraçar l'islam però els ribats seguien sent necessaris perquè molts turcmans no s'havien convertit de veritat i seguien fent atacs, i van esdevenir posicions de frontera (taghran). D'aquestes posicions van sortir molts predicadors a difondre l'islam a la terra incògnita de les estepes. El missioner de Nixapur, Abu l-Hasan Muhammad al-Kalimati hauria treballat amb els karluks i hauria tingut part en la conversió del primer karakhànida Satuk Bughra Khan esdevingut Abd al-Karim.
En general pel període samànida fou de prosperitat i fins i tot d'abundància. L'administració central era a Bukharà. Les tradicions iranianes estaven i es van mantenir vives, socials, orals i literàries. D'aquesta època és el poeta Firdawsi. Es diu que ccada any enviava a Bagdad 20.000 esclaus com a tribut.
Al final del segle x poderosos emirs turcs com el simdjúrides, Faiq, i Begtuzun, que tenien gran poder sobre els emirs i dirigien de fet la política, unit a una crisi financera interior que va provocar augments dels impostos sobtats i considerables, van provocar dissensions internes. La caiguda de la dinastia era inevitable. Fou llavors quan van aparèixer a la frontera nord de la Transoxiana, no vigilada, els karluks, convertits a l'islam vers 960 i procedents de Kashghar i Balasagun, i encoratjats pels dihkans iranians. El 992 els karluks van ocupar temporalment Bukharà, i van seguir noves incursions i finalment la família dels karakhànides, que dirigia els karluks i als altres turcs confederats, es van repartir el país amb Mahmud de Gazni

## Karluks (dinastia karakhànida) i oghuz (dinastia seljúcida)
Vegeu: Karakhànides, Kara-khitai, Seljúcides
Els seljúcides van dominar la Transoxiana en els regnats de Malik Shah I i de Sandjar. La Transoxiana fou turquitzada en un procés que durarà cinc segles. La llengua sogdiana i la iraniana de Coràsmia es van extingir en aquest temps. Només al Caghaniyan, Khuttal i Wakhsh va subsistir una llengua iraniana que fou després el tadjik. En endavant a la Transoxiana se la conegué com a Turquestan (occidental per distingir-la de l'oriental o xinès)

## Mongols
- Per a la conquesta mongola vegeu: Genguis Kan

Genguis Kan va ocupar Balasagun després d'haver sofert un rigorós setge dels kara-khitai. Bukharà fou assolada el 1220 i va seguir Otrar o Utrar (antiga Farab), Samarcanda i altres ciutats, entrant llavors els mongols al Khorasan perseguint al xa de Coràsmia Ala al-Din Muhammad. Gurgandj a Coràsmia fou defensada valerosament però ocupada el 1221 i rebatejada Urganch.
Ogodei (1227-1241) va nomenar governadors a la Transoxiana amb seu a Bukharà, Samarcanda i Nakhshab i la població indígena fou governada per un representant anomenat Mahmud Yalavač (vers 1228-1239)
i després el seu fill Masud Beg (1239-?), tot i que el 1239 Ogodei va reconèixer la regió al seu germà Txagatai. Aquestos governadors van restaurar la prosperitat de la zona fins vers la meitat del segle xiii. La Transoxiana (sense Coràsmia) i les estepes al nord formaren part de l'ulus de Txagatai i el Turquestan oriental. El kanat de Txagatai no es va començar a estructurar fins a algun temps després de la mort (1241) del fundador, Txagatai Khan. Els kans successius no van tenir gaire interès en la vida sedentària de les ciutats; els karakhànides van estar al poder a Ferganà; en general la vida urbana sobretot al nord de l'Ili, va declinar en favor de la vida pastoral. A les grans ciutats la influència va anar a mans dels caps religiosos de l'escola hanafita, coneguts com a sadrs (títol sadr o sadr-i djahan) que van governar a Samarcanda, Bukharà, Khudjand, Uzgen, Shash, i Almaliq (Almaligh). Els més coneguts són els Al-i Burhan de Bukharà
i després del 1239 els Al-i Mahbudi (fins a la meitat del segle xiv). Els kans txagatais vivien com a nòmades i principalment a Semiretxie a la conca de l'Ili i la ciutat d'Almaliq. El seu centre estava entre les muntanyes Tien Chan i el llac Baikal (Balkhash). Almaliq va fer sovint les funcions de capital però fou destruïda en les guerres civils del segle xiv.
Kebek, kan del 1318 al 1326, que no acceptava l'islam, va traslladar la seva residència a la Transoxiana i va construir un palau (karshi) a Nakhshab a la vall del Kashka Darya, però no va voler renunciar a la vida nòmada. La vila sorgida al costat del palau es va dir Karshi i encara el porta avui dia. Però aquest trasllat havia de tenir efectes religiosos i Tarmashirin (1326-1334) va acceptar finalment l'islam. La dinastia va restar a la Transoxiana fins al temps de Tamerlà i més temps en altres regions de l'Àsia central, però la desunió de la família, els kans de la qual eren posats per amirs o generals, va facilitar la tasca conqueridora de Tamerlà. Aquest, natural de Kish, de la tribu truca de Barlas, va prendre el poder a la Transoxiana el 1370 governant en nom de kans ogodeïdes sense poder. Es va aliar a la casa dels txagataïdes per matrimoni casant-se amb una filla de Khidr Khodja, kan txagataïda de Moghulistan mort el 1399, que era fill del considerat com darrer kan important de la nissaga Tughluk Timur (1359-1370). Tamerlà va tenir la seva residència principal a Samarcanda, que era la seva preferida i allí el va visitar l'ambaixador de Castella, Clavijo el 1403. Encara avui dia les restes arquitectòniques de la seva època testimonien l'esplendor de la ciutat. La seva segona capital fou Xahrisabz a la vall del Kashka Darya prop del territori dels tucs barles i prop del lloc on va néixer, on va deixar també fastuoses construccions entre les quals la seva tomba. Sota els descendents de Tamerlà, especialment sota Shah Rukh (1405-1447) la Transoxiana va gaudir de notable prosperitat, amb Samarcanda i Bukharà com a centres culturals. Sota el net de Tamerlà, Ulugh Beg (sobirà a la Transoxiana 1411-1449, primer com a representant de Shah Rukh) es van construir nous monuments i edificis. El besnet de Tamerlà Abu Said, i el fill d'aquest Sultan Ahmad van afavorir a la confraria nakshabàndida del xeic Khodja Ubayd Allah Ahrar (1404-1490).
Mentre els txagataïdes havien conservat els territoris més enllà de la Transoxiana i sota Esen Buka II (1429-1462) van tornar a tenir cert poder al Turquestan oriental però enfrontats als timúrides. El 1500 Muhàmmad Xaibani, un descendent d'una línia de kans originada en un fill de Jotxi de nom Xiban (del qual la dinastia fou anomenada xibànida encara que de vegades apareixen com xaibànides) que tenia el poder a Tiumén (on va quedar un altre kan) es va dirigir al sud a la Transoxiana i va formar l'Horda dels uzbeks (özbegs). Muhammad Shaybani es va apoderar del territori i hi va establir residència. La seva capital fou Yasi i van afavorir el culte al sant sufita Ahmad Yasawi que tenia la tomba a la ciutat (i ja era lloc de pelegrinatge popular). Yasi fou rebatejada Turkestan o Turkistan. Aspiraven a dominar la província del Khorasan que van disputar durant anys amb els safàvides, però ni Muhammad Shaybani ni Abu l-Ghazi Ubayd Allah (1534-1539) van aconseguir l'objectiu almenys de manera permanent i foren derrotats per Ismail I i Tahmasp I.
Dels xibànides o uzbeks van derivar les dinasties dels djànides o astrakhànides de Bukharà (i finalment els mangits) i els arabshàhides de Khivà (i després els kungrats), kanats que a partir del segle xvii van estar enfrontats, i al segle xviii es va afegir un tercer kanat, el de Kokand. En moments diferents van acabar conquerits o dominats per Rússia. Abolits els kanats, les repúbliques resultants van ingressar a la Unió Soviètica; l'Àsia central fou dividida el 1924 en línies ètniques i es va establir la República Socialista Soviètica de l'Uzbekistan que el 1991 va esdevenir independent.